# Gunder Hägg-stadion

Gunder Hägg-stadion (tidigare Gavlestadion, i marknadsföringen ofta Gunder Hägg Stadion eller Gunder Hägg stadion) är en friidrottsanläggning i Sätra i Gävle. 
Stadion ligger bredvid Monitor ERP Arena, Gavlehovshallen, Gavlevallen, GTK Hallen och Gävletravet. När den invigdes år 1984 var den Sveriges enda renodlade friidrottsarena. På Gunder Hägg-stadion tränar och tävlar flera friidrottsföreningar, bland andra Gefle IF och IF Skade. De största årliga evenemangen är Valbo Games, IF Skade-spelen  och GD/GIF-olympiaden.
Enligt en skröna skall det redan från början ha varit aktuellt att kalla anläggningen Gunder Hägg-stadion, men det skall ha fallit på att löparlegenden då fortfarande levde. Det skulle också vara det enda tillfället då han beklagat att han ännu inte avlidit. Efter Gunder Häggs död den 27 november 2004 tog kravet på ett namnbyte fart. 2007 bytte Gavlestadion namn till nuvarande Gunder Hägg-stadion.